# آکادمی نیروی هوایی (گراخپور)
آکادمی نیروی هوایی (گراخپور) (به انگلیسی: Air Force Area (Gorakhpur)) یک منطقهٔ مسکونی در هند است که در اوتار پرادش واقع شده‌است.

## خصوصیات
آکادمی نیروی هوایی ۹٬۵۹۳ نفر جمعیت دارد.